# Sœurs de Sainte Marthe de Vintimille
Les Sœurs de Sainte Marthe de Vintimille (en latin : Congregatio Sororum Sanctae Marthae) sont une congrégation religieuse féminine enseignante et hospitalière de droit pontifical.

## Historique
La congrégation est fondée à Vintimille le 15 octobre 1878 par Mgr Tommaso Reggio (1818-1901). Désirant confier le service domestique du séminaire et le conseil de l'évêque à une communauté religieuse, Reggio réunit quelques jeunes filles de son diocèse, leur prépare des constitutions religieuses et les place sous le patronage de sainte Marthe, symbole de vie active. Les huit premières aspirantes reçoivent l'habit religieux le 8 septembre 1880 et l'année suivante a lieu la première profession religieuse.
Après le transfert de Mgr Reggio de Vintimille à Gênes (1892), la congrégation ouvre une branche à Chiavari mais lorsque la ville est retirée de la juridiction de l'archevêque génois et érigée en diocèse (1895), les religieuses sont soumises à  l'ordinaire local et la congrégation est divisée en deux branches autonomes (6 décembre 1895 ) ; les deux branches se sont réunies en 1972. 
L'institut obtient le décret de louange le 13 mai 1928 et ses constitutions sont définitivement approuvées par le Saint-Siège le 21 mai 1935. 

## Activités et diffusion
Les Sœurs de sainte Marthe se consacrent à l'enseignement et aux soins des personnes âgées et des malades.
Elles sont présentes en :
- Europe : Italie, Vatican ;
- Amérique : Argentine, Brésil, Chili, Mexique ;
- Asie : Inde, Liban.

La maison généralice est à Rome.
En 2017, la congrégation comptait 464 sœurs dans 57 maisons.